# 中華民國道教會
中華民國道教會（英語：Taoism Society of the Republic of China）於1966年在中華民國（臺灣）成立，是由道壇、宮廟及道教界人士所組成的全國性道教組織。為了便於與中國大陸交流，於2006年掛名成立中華道教總會，兩者實為一體。中華民國道教會之下設有委員會，於國內直轄市、縣、市有地方分支的道教會，並在海外其他國家或地區設有聯絡所。
在戒嚴時期，中華民國道教會是支持中國國民黨的重要社會團體，也是政府控管宗教信仰的工具。當時臺灣華人民間信仰廟宇，皆得加入中華民國道教會或中國佛教會。至於從華人民間信仰派生而出的新興宗教，只有與國民黨友好的少數團體得以合法生存，如理教、天帝教等，其他則遭禁止。一貫道與慈惠堂信仰都在這種壓力之下，加入中華民國道教會，接受其「輔導」，以便成為合法信仰。道教會納編一貫道為「先天廟群」，慈惠堂信仰為「瑤池廟群」。
解嚴後，出現其他類似於中華民國道教會的道教團體，例如「中華道教聯合總會」、「中華道教團體聯合總會」、「中華道教文化團體聯合總會/中華民國道教法師聯合總會」、「台灣道教門派聯合總會」，還有以寺廟為主的「台灣寺廟金蘭會」等。其餘還有大大小小不同派別或廟宇供奉主神所組成的社會團體，如「台灣靈寶道教總會」、「中華閭山派道教協會」、「台灣媽祖聯誼會」、「全球鯤鯓王聯誼會」、「中華道教中壇元帥弘道協會」、「中華道教關聖帝君弘道協會」、「中華道教玄天上帝弘道協會」等。

## 成立背景
古代中國設有管理道教的官署機構：如明、清二代於中央設道錄司、府設道紀司、州置道正、縣置道會。
民國成立以後，宗教界面臨「廢廟辦學」的危機，為求團結自保並處理內部事務，於是佛教、道教紛紛建立其社團組織。就道教而言，全國性的道教團體，有：
- 中央道教會（北京白雲觀，聯合多省的全真道觀，於1912年發起；以全真道為主，反對符籙咒術。）
- 中華民國道教總會（六十二代天師張元旭，聯合上海、江南的正一道觀，於1912年發起；影響力有限，侷限在上海。）
- 中華道教會（正一、全真的上海道觀，於1936年發起；陳攖寧擬《中華道教會緣起》，該團體不久就因中日戰爭爆發而終止。）
- 中華道教總會（正一、全真的上海道觀，於1944年發起；為日本扶植的汪精衛國民政府下的團體。）

二戰結束後，六十三代天師張恩溥打算重建全國性的道教會，不過因為與杭州玉皇山福星觀住持李理山之間的爭執，而未能成功。道教會的成立，在當時也面臨道士的經濟來源，全真道和正一道型態不同，住廟道士和火居道士需求不同，道士和民間法師、術士與其他民間祕密宗教的認定與統合的諸般問題。
1949年12月張恩溥因國共戰爭而抵臺，於1951年以道教領袖的身份，結合趙家焯、蕭天石、李玉階等人，成立「臺灣省道教會」，並打算以該組織為基礎，建立能獲官方支持與同意的全國性道教會。1965年，姜伯彰、趙家焯、張恩溥、李玉階、蕭天石等人，聯合了數名民意代表與64位道教界人士，呈請內政部籌建中華民國道教會。獲得批准之後，道教界於1966年2月13日，在北一女大禮堂舉行成立大會，宣告「中華民國道教會」成立。
最初，在臺的道教會成員是以正一道的道壇道士為主，部份容納了丹道的修煉者。後來，配合戒嚴時期官方對地方廟宇的管理政策，根據《監督寺廟條例》，擴大至地方民眾所建立的廟宇，納入為道教廟。

## 歷史沿革
- 1966年的成立大會推選張恩溥、姜伯彰、趙家焯、蔣肇周、李玉階、盧崇善、段劍岷等七人組成會議主席團，姜伯彰、趙家焯為主席，龔乾升為秘書長[14]。由於對理監事選舉方式的看法不同，投票無法達到法定表決人數，造成理監事、常務理監事和理事長延遲選出。最後在內政部斡旋下結束爭執，並在1968年7月11日的理監事會議中，由張恩溥當選中華民國道教會的首屆理事長[5]。
- 第一屆，理事長：張恩溥（1969年逝世，張培成暫代）[1][14]。秘書長：徐榮[16]。
- 第二屆，理事長：陳仙洲（1973年逝世，張培成暫代）[1][14]。秘書長：徐榮[14]。
- 第三屆，理事長：趙家焯[1]。秘書長：徐榮[14]。
- 第四屆，理事長：趙家焯（1982年逝世，張培成暫代）[1][14]。秘書長：?。
- 第五屆，理事長：鄧文儀[1]。秘書長：?。
- 第六屆，理事長：高忠信[1]。秘書長：?。
- 第七屆，理事長：高忠信[1]。秘書長：?。
- 第八屆，理事長：陳進富[1]。秘書長：張檉[17]。
- 第九屆，理事長：鄭逢時[1]。秘書長：張檉[18]。
- 第十屆，理事長：張檉[1]。秘書長：?。
- 第十一屆，理事長：張檉[1]。秘書長：張肇珩[19]。
- 第十二屆，理事長：許春夏[20][21]。秘書長：張肇珩[22]。

## 中華道教學院
1989年，中華民國道教會與指南宮合作，在香港青松觀觀主侯寶垣的推動下，在指南宮創立了中華道教學院。2021年，中華道教學院設址處的指南宮凌霄寶殿進行內部設施整修。後來，中華道教學院遷離了指南宮的教學大樓，上課地點改至中華民國道教會，復禮傳度奏職大典於松山天寶聖道宮舉行。

## 外部連結
- 中華民國道教會 （页面存档备份，存于）